# Altaarstuk van Montfoort
Het Altaarstuk van Montfoort is een schilderij uit de zeventiende eeuw dat een kopie is van Kruisiging van Christus van Anthony van Dyck. Dit origineel bevindt zich in het Koninklijk Museum voor Schone Kunsten in Antwerpen.

## Omzwervingen
Het altaarstuk werd rond 1739 geschonken aan de rooms-katholieke schuilkerk aan de Oude Boomgaard in Montfoort door mr. Cornelis Knijf.
Nadat de rooms-katholieke kerk werd gebouwd, verhuisde het schilderij naar de sacristie. Het schilderij verhuisde opnieuw toen de huidige kerk werd gebouwd in 1924. Daar werd het opgemerkt door de gemeentesecretaris van Montfoort, waarna het in 1925 werd gerestaureerd in Amsterdam. Ook kwam het op de lijst van monumenten van geschiedenis en kunst in Nederland te staan. In 1962 volgde er een tweede restauratie met subsidie van het Ministerie van Onderwijs, Cultuur en Wetenschap. Hierbij werd als voorwaarde gesteld dat het schilderij niet verplaatst, vervreemd of gewijzigd mocht worden zonder toestemming van de minister. Het hing ook in de Commanderij van Sint-Jan. In 2008 werd het schilderij door het Museum Catharijneconvent getaxeerd op € 18.000. Het altaarstuk is eigendom van de gemeente Montfoort.
Na de taxatie heeft het schilderij in de hal van het stadhuis in Montfoort gestaan. Het was daar geplaatst achter een trap, gehuld in plastic dat met plakband aan de lijst was bevestigd. Sinds 2011 hangt het Altaarstuk van Montfoort weer in de Geboorte van de Heilige Johannes de Doper.

## Afbeeldingen

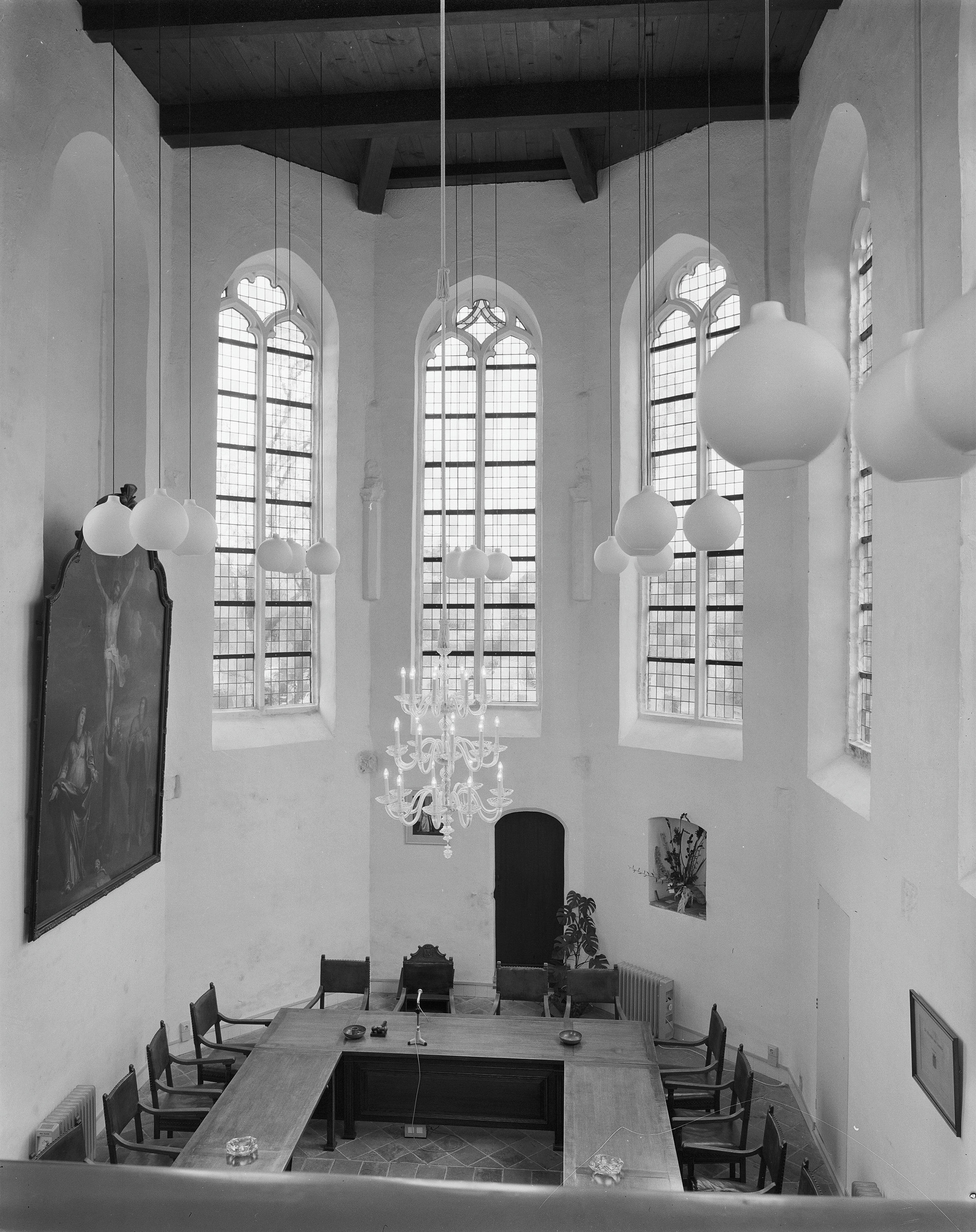
Het altaarstuk in de Commanderij van Sint-Jan (november 1977)